# Breugnon

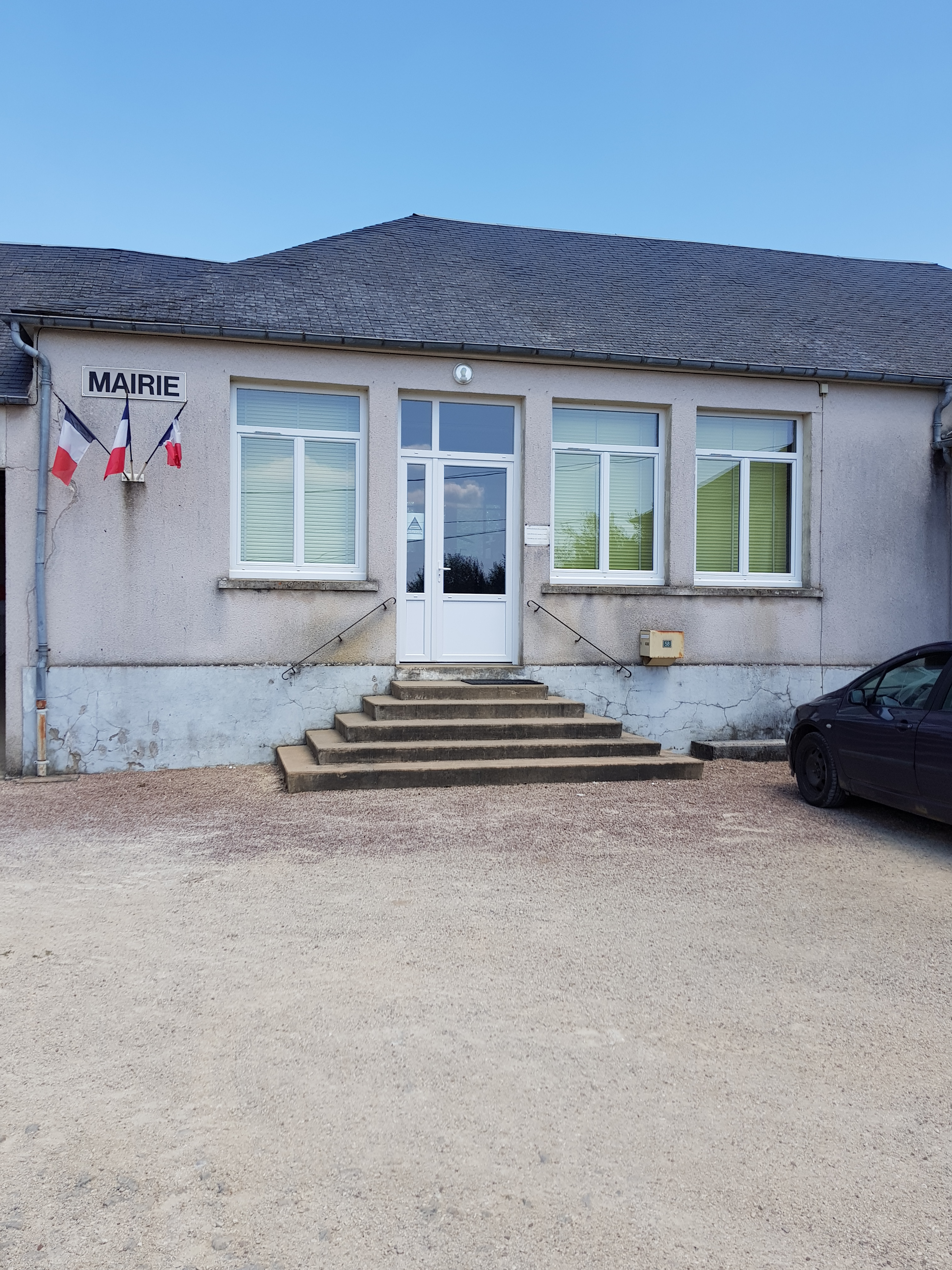
Rathaus Breugnon

Breugnon ist eine französische Gemeinde mit 152 Einwohnern (Stand: 1. Januar 2022) im Département Nièvre in der Region Bourgogne-Franche-Comté. Sie gehört zum Arrondissement Clamecy und zum Kanton Clamecy.

## Geographie
Breugnon liegt etwa 50 Kilometer südsüdwestlich von Auxerre. Nachbargemeinden von Breugnon sind Oisy im Norden, Clamecy im Norden und Nordosten, Rix im Osten, Ouagne im Osten und Südosten, Saint-Pierre-du-Mont im Süden, Corvol-l’Orgueilleux im Westen sowie Trucy-l’Orgueilleux im Nordwesten.

## Bevölkerungsentwicklung
| Jahr                       | 1962 | 1968 | 1975 | 1982 | 1990 | 1999 | 2006 | 2011 | 2016 |
| Einwohner                  | 212  | 197  | 200  | 180  | 168  | 157  | 166  | 173  | 174  |
| Quellen: Cassini und INSEE |      |      |      |      |      |      |      |      |      |

## Sehenswürdigkeiten
- Kirche